# Туринський міжнародний книжковий ярмарок
Туринський міжнародний книжковий ярмарок (італ. Salone Internazionale del Libro di Torino) — найбільший книжковий ярмарок Італії, який проводять щорічно в середині травня в Турині, Італія.
Засновано 1988 року як книжковий салон (італійська Salone del Libro), це один з найбільших книжкових ярмарків у Європі, в якому 2015 року взяли участь понад 1400 експонентів та 341 000 відвідувачів.

## Історія
1988 року його заснували підприємець Ґвідо Аккорнеро та продавець книжок Анджело Пеццана під назвою Salone del Libro. Церемонія відкриття відбулася 18 травня 1988 року в оперному театрі Teatro Regio за участю лауреата Нобелівської премії Йосипа Бродського.
Спочатку ярмарок проводили ув виставковому центрі Torino Esposizioni, а потім, з 1992 року, в Lingotto Fiere.
З 1999 по 2009 рік, через розбіжності з власником назви Salone del Libro, організація змінила назву на Fiera del Libro (з 2002 року — Fiera Internazionale del Libro). З 2010 року ярмарок знову називається Salone Internazionale del Libro.
З 1999 по 2016 рік директором ярмарку був італійський письменник Ернесто Ферреро, лауреат премії Стрега 2000 року за роман «Н.».
З жовтня 2016 року директором є італійський письменник Нікола Ладжоя, також лауреат премії Стрега 2015 року за роман «Лютість» (італ. La ferocia).

## Почесний гість
Щороку для ярмарку призначають почесного гостя. Для країни-гостя облаштовують спеціальний виставковий зал, а також на ярмарку присутні провідні видавництва.
| Рік      | Почесний гість / Країни-гості |                         | Основна тема       |
| 2014 рік | Святий Престол                | Християнська література | «Добре на видноті» |
| 2015 рік | Німеччина                     | Німецька література     | «Чудеса Італії»    |
| 2016 рік | Арабські держави              | Арабська література     | «Видіння»          |
| 2016 рік | Фокус: Інший бік Америки      | Американська література | «За кордоном»      |

## Зовнішні посилання
- Офіційний веб-сайт
- Про книжковий ярмарок в Турині//Українська асоціація видавців і книгорозповсюджувачів
- Туринський книжковий салон: натовпи книголюбів, інклюзивність і новітні технології 20.05.2019
- Книжковий ярмарок у Турині: Від італійської до світової літератури 19.06.2018